# 未来予報ハレルヤ!/Tiny Stars
- ラブライブ! > ラブライブ!スーパースター!! > Liella! > 未来予報ハレルヤ!/Tiny Stars

「未来予報ハレルヤ!/Tiny Stars」（みらいよほうハレルヤ タイニースターズ）は、Liella!のシングル。2021年8月25日にLantisから発売された。

## 概要

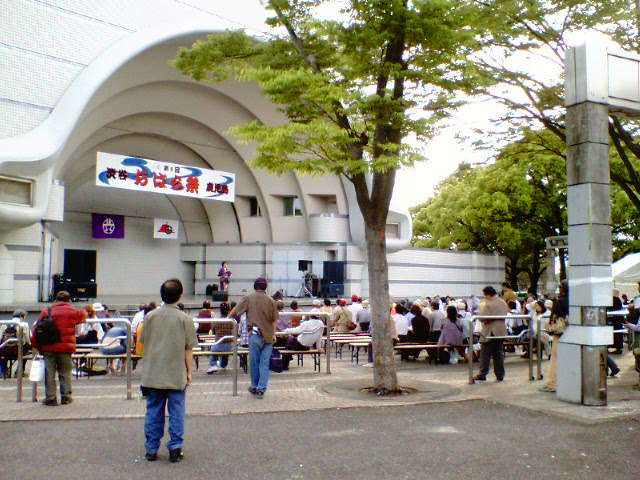
「Tiny Stars」の舞台となった代々木公園野外ステージ

前作「未来は風のように」から2週間ぶりのシングル。アニメ第1期シングル第3弾。Liella!としては初の両A面シングル。
表題曲「Tiny Stars」は、テレビアニメ『ラブライブ!スーパースター!!』の第1期第3話の劇中歌として使用された。劇中の代々木公園で開催されたイベント「代々木スクールアイドルフェス」に澁谷かのんと唐可可が「クーカー」として出場し披露された曲で、歌詞の一部には中国語が取り入れられている。
もうひとつの表題曲「未来予報ハレルヤ！」は、テレビアニメ『ラブライブ!スーパースター!!』の第1期第1話の挿入歌として使用された。また、Liella!が初めて出演した「2021 FNS歌謡祭・第2夜」では、この楽曲を制服姿で披露した。
CDはデビューシングル「始まりは君の空」以来となる2形態での発売となり、「第1話盤」「第3話盤」でカップリング曲、封入されているジャケットシールが異なる。また、初回限定特典として、1stライブ『Liella! First LoveLive! Tour 〜Starlines〜』群馬・岡山公演のチケット先行抽選申込券が封入される。

## アートワーク
| 第1話盤 | 澁谷かのん         |
| 第3話盤 | 澁谷かのん・唐可可 |

## チャート実績
2021年8月24日付のオリコンデイリーランキングでは7位にランクイン。その後も徐々に順位を上げ8月29日付に3位に浮上した。2021年9月6日付オリコン週間シングルランキングでは初動2.5万枚を売り上げ初登場6位にランクイン。「始まりは君の空」の2.3万枚を上回り最高初動記録を更新した。
アニメ週間シングルランキングでは初週3位となったが、翌週の2021年9月13日付では1位に浮上。「始まりは君の空」以来3作ぶり、アニメシングル初の首位獲得となった。
2021年10月現在、Liella!のシングルで最も売上の高い作品となっている。

## 収録曲
- 全作詞：宮嶋淳子

### 第1話盤
1. 未来予報ハレルヤ！ (3:52)
  - 作曲：EFFY、編曲：山下洋介
  - TVアニメ「ラブライブ！スーパースター!!」第1期第1話挿入歌
2. Tiny Stars (3:54)
  - 作曲・編曲：秋浦智裕、ストリングス：兼松衆
  - TVアニメ「ラブライブ！スーパースター!!」第1期第3話挿入歌
3. GOING UP (3:34)
  - 作曲・編曲：秋浦智裕
4. 未来予報ハレルヤ！（Off Vocal）
5. Tiny Stars（Off Vocal）
6. GOING UP（Off Vocal）

### 第3話盤
1. 未来予報ハレルヤ！
  - 作曲：EFFY、編曲：山下洋介
  - TVアニメ「ラブライブ！スーパースター!!」第1期第1話挿入歌
2. Tiny Stars
  - 作曲・編曲：秋浦智裕、ストリングス：兼松衆
  - TVアニメ「ラブライブ！スーパースター!!」第1期第3話挿入歌
3. 1.2.3！ (3:46)
  - 作曲：丸山真由子、編曲：家原正樹
4. 未来予報ハレルヤ！（Off Vocal）
5. Tiny Stars（Off Vocal）
6. 1.2.3！（Off Vocal）